# Cossyphicula roberti
Pisco-de-barriga-branca ou cossifa-de-barriga-branca (Cossyphicula roberti) é uma espécie de ave da família Muscicapidae.
Pode ser encontrada nos seguintes países: Burundi, Camarões, República Democrática do Congo, Guiné Equatorial, Nigéria, Ruanda e Uganda.
Os seus habitats naturais são: florestas subtropicais ou tropicais húmidas de baixa altitude e regiões subtropicais ou tropicais húmidas de alta altitude.